# Nazionale maschile di football americano della Turchia
La nazionale di football americano della Turchia è la selezione maggiore maschile di football americano della Federazione Turca di Football Americano, che rappresenta la Turchia nelle varie competizioni ufficiali o amichevoli riservate a squadre nazionali.

## Risultati
Legenda: Grassetto: Risultato migliore, Corsivo: Mancate partecipazioni

## Dettaglio stagioni

### Amichevoli
| Stagione | Vin | Par | Per | Tot | PF | PS | avversaria     |
| -------- | --- | --- | --- | --- | -- | -- | -------------- |
| 2012     | 1   | 0   | 0   | 1   | 62 | 0  | Romania        |
| 2017     | 0   | 0   | 1   | 1   | 7  | 14 | Serbia         |
| 2018     | 1   | 1   | 0   | 2   | 27 | 20 | Russia, Spagna |
| Totale   | 2   | 1   | 1   | 4   | 96 | 34 |                |

Fonte: americanfootballitalia.com

### Tornei

#### Europei

##### Europeo B
| Stagione  | regular season | regular season | regular season | regular season | regular season | regular season | playoff | playoff | playoff | playoff | playoff | playoff      | playoff    |
|           | Vin            | Par            | Per            | Tot            | PF             | PS             | Vin     | Per     | Tot     | PF      | PS      | risultato    | avversaria |
| --------- | -------------- | -------------- | -------------- | -------------- | -------------- | -------------- | ------- | ------- | ------- | ------- | ------- | ------------ | ---------- |
| 2019-2021 | 1              | 0              | 3              | 4              | 103            | 81             | -       | -       | -       | -       | -       | Quarto posto | -          |
| 2022-2023 | -              | -              | -              | -              | -              | -              | 1       | 0       | 1       | 17      | 14      | Quarto posto | Irlanda    |
| 2024      | 2              | 0              | 0              | 2              | 44             | 18             | -       | -       | -       | -       | -       | Campioni     | -          |
| Totale    | 3              | 0              | 3              | 6              | 147            | 99             | 1       | 0       | 1       | 17      | 14      |              |            |

Fonte: americanfootballitalia.com

### Riepilogo partite disputate
| Anno              | Luogo    | Evento     | Fase del torneo      | Incontro              | Risultato     |
| 5 maggio 2012     | Clinceni | Amichevole |                      | Romania - Turchia     | 0 - 62        |
| 4 novembre 2017   | Niš      | Amichevole |                      | Serbia - Turchia      | 14 - 7        |
| 22 settembre 2018 | Istanbul | Amichevole |                      | Turchia - Russia      | 13 - 13       |
| 29 settembre 2018 | Madrid   | Amichevole |                      | Spagna - Turchia      | 7 - 14        |
| 19 settembre 2019 | Samsun   | Europeo B  |                      | Turchia - Israele     | 22 - 27       |
| 26 ottobre 2019   | Madrid   | Europeo B  |                      | Spagna - Turchia      | 30 - 25       |
| 2020              |          | Europeo B  |                      | Belgio - Turchia      | 0 - 35 d.g.s. |
| 6 novembre 2021   | Istanbul | Europeo B  |                      | Turchia - Ungheria    | 20 - 24       |
| 5 agosto 2023     | Cork     | Europeo B  | Finale 4º - 5º posto | Irlanda - Turchia     | 14 - 17       |
| 3 novembre 2024   | Ankara   | Europeo B  |                      | Turchia - Irlanda     | 41 - 18       |
| 17 novembre 2024  | Arnhem   | Europeo B  |                      | Paesi Bassi - Turchia | 0 - 3         |

## Confronti con le altre Nazionali
Questi sono i saldi della Turchia nei confronti delle Nazionali incontrate.

### Saldo positivo
| Nazionale   | Giocate | Vinte | Pareggiate | Perse | PF | PS | Ultima vittoria | Ultimo pari | Ultima sconfitta |
| ----------- | ------- | ----- | ---------- | ----- | -- | -- | --------------- | ----------- | ---------------- |
| Romania     | 1       | 1     | 0          | 0     | 62 | 0  | 2012            | -           | -                |
| Belgio      | 1       | 1     | 0          | 0     | 35 | 0  | 2020            | -           | -                |
| Irlanda     | 2       | 2     | 0          | 0     | 58 | 32 | 2024            | -           | -                |
| Paesi Bassi | 1       | 1     | 0          | 0     | 3  | 0  | 2024            | -           | -                |

### Saldo in pareggio
| Nazionale | Giocate | Vinte | Pareggiate | Perse | PF | PS | Ultima vittoria | Ultimo pari | Ultima sconfitta |
| --------- | ------- | ----- | ---------- | ----- | -- | -- | --------------- | ----------- | ---------------- |
| Spagna    | 2       | 1     | 0          | 1     | 39 | 37 | 2018            | -           | 2019             |
| Russia    | 1       | 0     | 1          | 0     | 13 | 13 | -               | 2018        | -                |

### Saldo negativo
| Nazionale | Giocate | Vinte | Pareggiate | Perse | PF | PS | Ultima vittoria | Ultimo pari | Ultima sconfitta |
| --------- | ------- | ----- | ---------- | ----- | -- | -- | --------------- | ----------- | ---------------- |
| Ungheria  | 1       | 0     | 0          | 1     | 20 | 24 | -               | -           | 2021             |
| Israele   | 1       | 0     | 0          | 1     | 22 | 29 | -               | -           | 2019             |
| Serbia    | 1       | 0     | 0          | 1     | 7  | 14 | -               | -           | 2017             |